# Ali Houri
Ali Houri, né le 8 juin 1979 à Ruremonde (Pays-Bas), est un ancien joueur international néerlandais de futsal devenu prédicateur.
International de futsal néerlandais ayant pris part à l'Euro 2003 en Italie, il se tourne vers l'islam et devient prédicateur, organisant régulièrement des conférences islamiques en néerlandais aux Pays-Bas et en Belgique. Ali Houri est vu par la presse comme étant radical et salafiste.

## Biographie

### Futsal
Ali Houri naît en 1979 à Ruremonde aux Pays-Bas. Il grandit dans une famille d'origine marocaine. Ali est formé dans le club de sa ville natale, le Tigers Roermond.
Le 7 mai 2002, il reçoit sa première convocation en équipe des Pays-Bas de futsal pour un match contre la Belgique comptant pour les qualifications à l'Euro 2003 (victoire, 3-1). Ali Houri figure finalement dans la liste des sélectionnés pour l'Euro 2003 Futsal en Italie. Il participe à deux matchs dans la compétition, notamment ceux face à la République tchèque (match aller : victoire 4-5, match retour : défaite 4-1).

### Prédicateur
En avril 2015, Ali Houri décide de distribuer gratuitement 15 000 Corans pour les non-musulmans à travers tout le pays, à l'occasion de la fête du Roi des Pays-Bas.
En juin 2017, il est menacé de mort après une conférence tenue à Anvers en Belgique. Prônant un islam conservateur, il est souvent considéré comme étant salafiste radical par la presse belge et néerlandaise. À la suite de cela, une deuxième conférence qui devait se tenir à Anvers en compagnie de l'ex-rappeur repenti Salah Edin, est annulée par le bourgmestre d'Anvers. De nombreuses pétitions avaient été mises en place pour contrer la venue de l'ancien footballeur. En novembre 2017, Ali Houri apparaît pour la première fois à la télévision néerlandaise dans l'émission De Nieuwsuur pour expliquer ses objectifs à travers la communauté musulmane sur L1 TV.
Ali Houri gagne en notoriété aux Pays-Bas lors d'une conférence islamique tenue à Genk, ordonnant aux jeunes de ne plus écouter de la musique. Il devient également connu et actif sur les réseaux sociaux sous le nom de Alkhattab. En 2018, une conférence qui devait se tenir à Dilsen (Belgique). Depuis le boycott massif, il est régulièrement appelé pour des interviews avec les plus grands médias néerlandais.

## Vie privée
Ali Houri est le grand frère de Samir Houri, un jeune criminel ayant opéré pour l'organisation Mocro Maffia de Benaouf Adaoui. En 2019, son petit frère apparaît dans une liste noire du club de motards Caloh Wagoh.